# Вільшанська сільська рада (Уманський район)
Вільша́нська сільська́ ра́да — адміністративно-територіальна одиниця та орган місцевого самоврядування в Уманському районі Черкаської області. Адміністративний центр — село Вільшанка.

## Загальні відомості
- Населення ради: 215 осіб (станом на 2001 рік)

## Населені пункти
Сільській раді були підпорядковані населені пункти:
- с. Вільшанка

## Склад ради
Рада складалася з 12 депутатів та голови.
- Голова ради: Усатюк Алла Іванівна
- Секретар ради: Кочубій Світлана Олександрівна

### Керівний склад попередніх скликань
| Прізвище, ім'я, по батькові | Основні відомості                                                                                                | Дата обрання | Дата звільнення |
| --------------------------- | --- | ------------ | --------------- |
| Усатюк Алла Іванівна        | Сільський голова, 1968 року народження, освіта середня спеціальна, член Всеукраїнського об'єднання «Батьківщина» | 26.03.2006   | 31.10.2010      |
| Усатюк Алла Іванівна        | Сільський голова, 1968 року народження, освіта середня спеціальна, член Партії регіонів                          | 31.10.2010   |                 |

Примітка: таблиця складена за даними сайту Верховної Ради України

### Депутати
За результатами місцевих виборів 2010 року депутатами ради стали:

#### За суб'єктами висування
| Суб'єкт висування | Кількість обраних депутатів | %    |
| ----------------- | --------------------------- | ---- |
| Партія регіонів   | 11                          | 91,7 |
| Самовисування     | 1                           | 8,3  |

#### За округами
| № округу        | Прізвище, ім'я, по батькові     | Дата визнання обраним | Освіта  | Партійна приналежність | Відомості про обраного депутата           |
| --------------- | ------------------------------- | --------------------- | ------- | ---------------------- | ----------------------------------------- |
| Партія регіонів |                                 |                       |         |                        |                                           |
| 1               | Рибак Марія Петрівна            | 31.10.2010            | середня | член Партії регіонів   | Бібліотека с. Вільшанка, бібліотекар      |
| 2               | Темченко Валентина Миколаївна   | 31.10.2010            | вища    | позапартійна           | Районна дитяча лікарня, лікар             |
| 3               | Усатюк Володимир Пилипович      | 31.10.2010            | середня | член Партії регіонів   | тимчасово не працює                       |
| 4               | Костенко Катерина Миколаївна    | 31.10.2010            | середня | член Партії регіонів   | ТОВ «Агрокомплекс-Вільшанка», повар       |
| 5               | Степанець Микола Олексійович    | 31.10.2010            | середня | член Партії регіонів   | пенсіонер                                 |
| 6               | Заколодний Олександр Вікторович | 31.10.2010            | середня | член Партії регіонів   | ТОВ «Агрокомплекс-Вільшанка», механізатор |
| 7               | Дзьонь Світлана Василівна       | 31.10.2010            | середня | член Партії регіонів   | Пошта с. Дубова, листоноша                |
| 8               | Мудряк Микола Олександрович     | 31.10.2010            | вища    | член Партії регіонів   | ТОВ «Агрокомплекс-Вільшанка», керуючий    |
| 9               | Калієвський Дмитро Вікторович   | 31.10.2010            | середня | член Партії регіонів   | тимчасово не працює                       |
| 10              | Кочубій Світлана Олександрівна  | 31.10.2010            | середня | член Партії регіонів   | Вільшанська сільська рада, секретар       |
| 11              | Копча Лідія Андріївна           | 31.10.2010            | середня | член Партії регіонів   | пенсіонер                                 |
| Самовисування   |                                 |                       |         |                        |                                           |
| 12              | Бабченко Антоніна Трохимівна    | 31.10.2010            | середня | позапартійна           | пенсіонер                                 |